# Tour de Dwejra
La Tour de Dwejra (en maltais : Torri tad-Dwejra), parfois appelée tour Qawra (en maltais : Torri tal-Qawra), est une des tours côtières de Malte située dans la baie de Dwejra près de la ville de San Lawrenz, à Malte. Elle a été achevée en 1652 et fait partie du réseau des Tours de Lascaris (en).
C'est l'une des quatre tours de guet côtières qui subsistent à Gozo, les autres étant la tour de Xlendi, la tour Mġarr ix-Xini et la tour Saint-Blaise (tour Sopu).

## Historique
La tour de Dwejra a été construite en 1652 sous la magistrature du grand maître Jean-Paul de Lascaris-Castellar et a été fondée par l'Université de Gozo. C'est l'une des Tours de Lascaris (en), et sa construction avait pour but de servir de tour de guet et de protéger les zones environnantes des ennemis, notamment des débarquements de pirates. Cette tour, tout comme les autres, pouvait communiquer avec les fortifications de défense voisines par le feu et la fumée le jour et la nuit. Les frais de fonctionnement de la tour ont été couverts par la production de sel à proximité. Elle était équipée de trois canons de 6 livres au XVIIIe siècle. En 1744, le Grand Maître Manoel Pinto da Fonseca a interdit l'accès au Fungus Rock parce qu'un champignon, qui s'y développait, avait des vertus médicinales. La tour de Dwejra a été utilisée comme point de repère pour empêcher quiconque de grimper sur l'îlot.
La tour était contrôlée par l’Artillerie royale maltaise de 1839 à 1873. Elle a ensuite été abandonnée jusqu’en 1914, à l’époque de la Première Guerre mondiale, lorsque le Régiment royal de Malte et l’Artillerie royale de Malte y ont été expédiés avec deux canons de 12 livres et plus tard quatre canons. Elle a de nouveau été utilisée comme poste d'observation pendant la Seconde Guerre mondiale et en 1942, les capitaines Frank Debono et Carmelo Zahra, qui y étaient stationnés, ont sauvé un pilote de la RAF qui s'était écrasé dans la baie.
La tour fut louée à Gerald de Trafford en 1956, puis prêtée à Din l-Art Ħelwa dans un état de délabrement total.

## Aujourd'hui

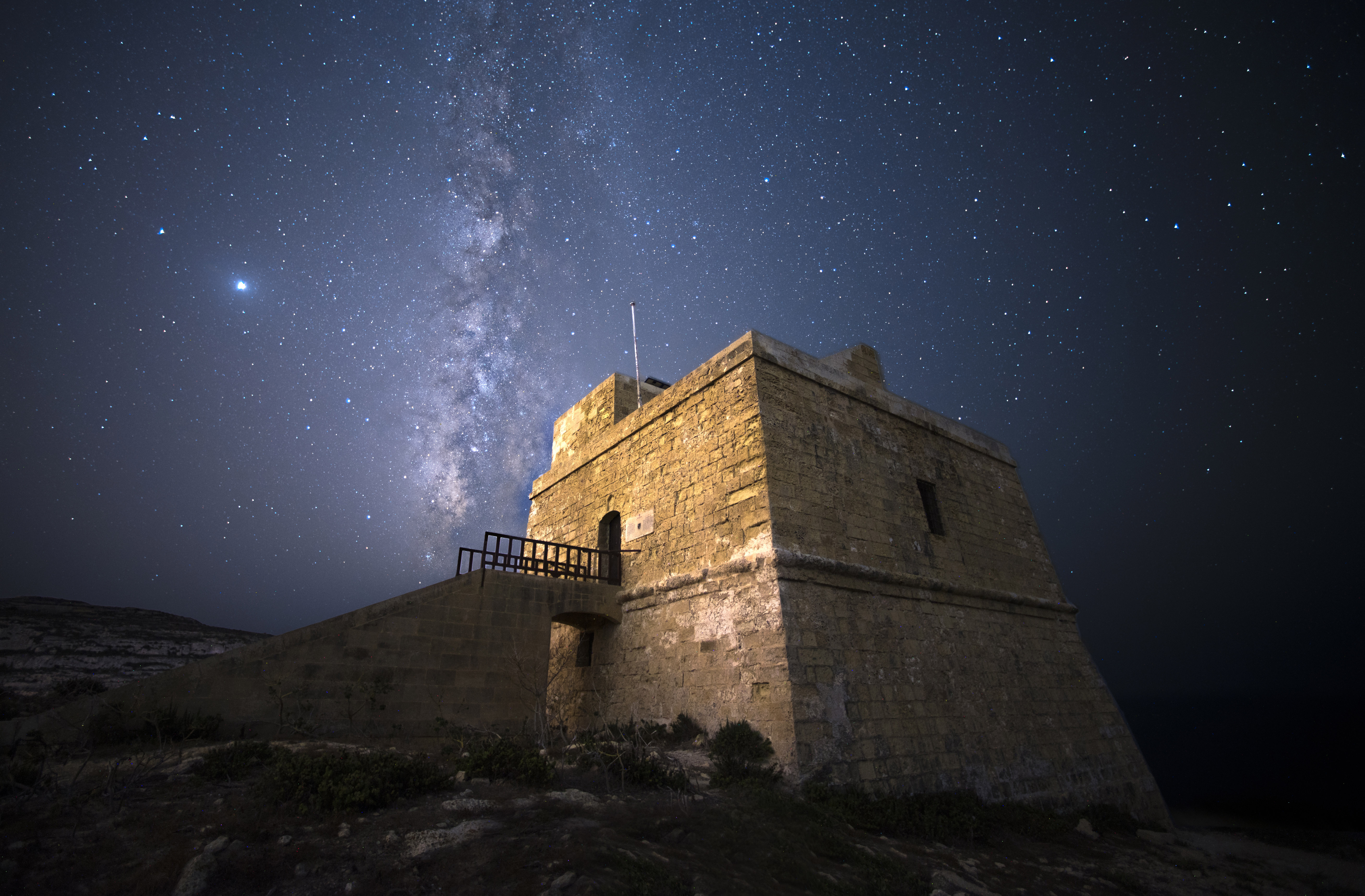
La tour de Dwejra accompagnée de la voie lactée. Juin 2020.

La tour a été restaurée par Din l-Art Ħelwa entre 1997 et 1999. Elle est maintenant en bon état et est ouverte au public gratuitement.

## Culture populaire
La tour de Dwejra a été utilisée dans le tournage du film Treasure in Malta en 1963 et du film Les Loups entre eux en 1985.